# Paul Berna
Paul Berna (bürgerlich Jean Sabran; * 21. Februar 1908 in Hyères; † 19. Januar 1994 in Paris) war ein französischer Autor von Kinder- und Jugendbüchern sowie ein Drehbuchautor.

## Leben
Jean Sabran hatte sechs Geschwister, darunter den älteren Bruder Guy, der später Illustrator wurde. Er verlor seinen Vater Paul Sabran zu Beginn des Ersten Weltkrieges. In den 1930er Jahren arbeitete er als Zeitungsjournalist. 1958 heiratete er die Autorin Jeanne Saint-Marcoux, mit der er zwei Söhne bekam.
Zwischen 1957 und 1973 schrieb er jährlich mindestens ein Buch. 1959 erhielt Berna für seinen Kriminalroman Deuil en rouge den renommierten Grand prix de littérature policière und 1963 wurde sein Buch Le cheval sans tête von Walt Disney verfilmt. Das Drehbuch zu The Horse without a Head schrieb T. E. B. Clarke; Hauptrollen spielten Jean-Pierre Aumont und Herbert Lom.
Illustriert wurden Bernas Bücher unter anderem von Charles Keeping, Richard Kennedy und Brian Wildsmith.
Viele seiner Werke, beispielsweise die Kommissar-Sinet-Reihe, wurden auch ins Deutsche übersetzt. Seine Kinder- und Jugendkrimis spielen meist in den Vorstädten von Paris in der Nachkriegszeit und beschwören den engen Zusammenhalt von Kinderbanden, die oft aus eher ärmlichen Verhältnissen stammen, gegen Gauner und Betrüger.
Unter anderen Pseudonymen widmete sich Paul Berna weiteren Genres. So schrieb er etwa als Bernard Deleuze, Paul Gerrard oder Joël Audrenn Bücher für Erwachsene. Zu seinen zahlreichen Identitäten als Schriftsteller passen die widersprüchlichen Angaben über das Jahr seiner Geburt, die etwa zwischen 1908 und 1913 schwanken.

## Werke
- La Porte des étoiles
- Le Continent du ciel
- Le Cheval sans tête (Das Pferd ohne Kopf, 1963 verfilmt)
- Le Piano à bretelle
- Le Carrefour de la pie
- Le kangourou volant (Wirbel im Flughafen, 1959)
- Millionnaires en herbe
- Les pèlerins de Chiberta
- Le Champion
- La Grande alerte
- Le Bout du monde
- La Piste du souvenir
- Le Témoignage du chat noir (Die schwarze Katze ist Zeuge, 1980)
- L’Epave de la Bérénice
- Le Commissaire Sinet et le mystère des poissons rouges
- Le Commissaire Sinet et le mystère de l’autoroute du sud (Der Maulesel auf der Autobahn)
- Un Pays sans légende
- Opération Oiseau-noir
- 100 000 000 francs